# Mặt trận Ý (Chiến tranh thế giới thứ nhất)
Mặt trận Ý (Chiến tranh thế giới thứ nhất) là nơi diễn ra những trận đánh trong Chiến tranh thế giới thứ nhất giữa Ý và Đế quốc Áo-Hung cùng với các đồng minh của họ. Mặt trận Ý bắt đầu từ ngày 23 tháng 5 1915 khi Ý quyết định đứng về phe Hiệp ước (Entente) và tuyên chiến với Đế quốc Áo-Hung, kết thúc vào ngày 3 tháng 11 1918 khi Đế quốc Áo-Hung quyết định đầu hàng Ý và các nước phe Hiệp ước. Các trận đánh ở mặt trận này chủ yếu diễn ra ở bờ sông Isonzo (11 trận đánh). Mặc dù giai đoạn đầu Ý mở nhiều đợt tấn công lớn với ý đồ nhanh chóng đánh bại quân Áo nhưng mặt trận này nhanh chóng chuyển sang chiến tranh chiến hào như mặt trận phía Tây.

## Hoàn cảnh dẫn đến mặt trận
Mặc dù Ý là đồng minh của Đế quốc Đức và Đế quốc Áo-Hung nhưng khi Chiến tranh thế giới thứ nhất bùng nổ vào tháng 8 1914, Ý tuyên bố là quốc gia trung lập. Ý bí mật tiếp xúc với cả hai bên tham chiến để mặc cả về quyền lợi của mình và cuối cùng các nước phe Hiệp ước đã đồng ý các điều kiện của Ý. Theo đó Ý sẽ được một số vùng đất như tỉnh Trentino, Istria, Dalmatia, Bolzano-Bozen và cảng Trieste. Ngoài ra Ý còn được một số quyền lợi ở Châu Phi và Albania.
Ngày 26 tháng 4 1915, Ý ký kết hiệp định với các nước phe Hiệp ước tại London theo đó các nước khối Hiệp ước chấp nhận phần lớn những yêu sách về lãnh thổ của Ý đổi lại sau 1 tháng Ý phải tuyên chiến với các nước Liên minh Trung tâm. Ngày 4 tháng 5, Ý tuyên bố xóa bỏ điều ước đồng minh với Đế quốc Áo-Hung và đến ngày 23 tháng 5, Ý tuyên chiến với đế quốc Áo-Hung. Mặt trận Ý được hình thành.

## Diễn biến mặt trận

### Những trận đánh đầu tiên ở Isonzo năm 1915

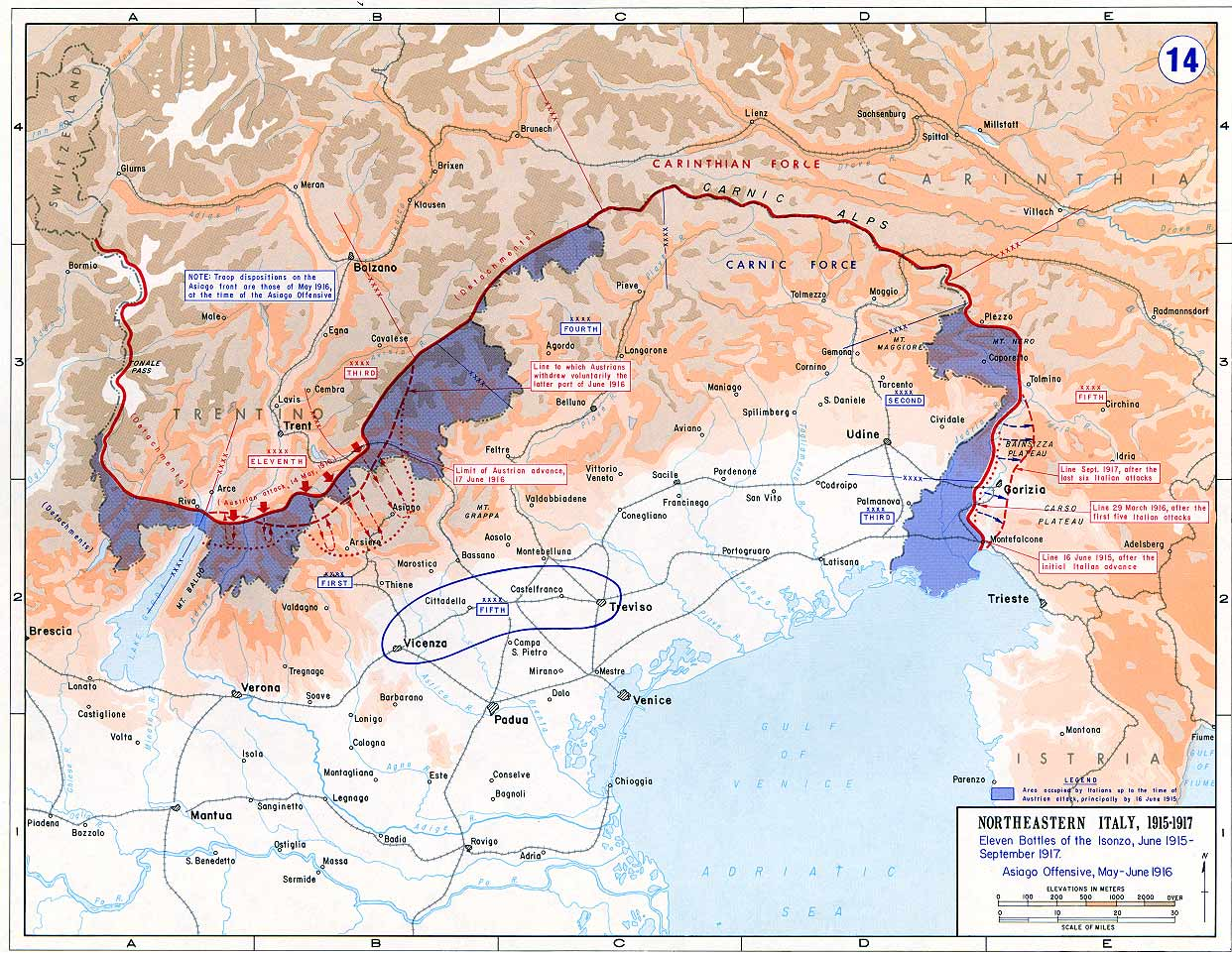
Mặt trận Ý năm 1915-1917 và phần màu xanh dương là những vùng đất Italy chiếm được

Mặt trận Ý được mở màn bằng 1 cuộc tấn công của quân đội Ý với mục tiêu chiếm Gorizia nằm bên bờ sông Isonzo mặc dù quân đội Ý tương đối lạc hậu về pháo, xe chuyên chở và quân dụng. Khi bắt đầu cuộc chiến Ý chỉ có 600 xe chuyên chở để di chuyển quân. Để giải quyết tình trạng này, quân đội Ý thường sử dụng ngựa để vận chuyển và điều này là bất lợi khi quân nhu không được đưa nhanh đến chiến trường trong điều kiện địa hình hiểm trở của vùng Alps. Ngoài ra, tổng tư lệnh quân đội Ý Luigi Cadorna không có kinh nghiệm chiến trường và không được sự ủng hộ của nhiều binh lính.
Trong giai đoạn đầu của cuộc tấn công, lực lượng Ý gấp 2 lần quân Áo nhưng đã không chọc thủng được các phòng tuyến vững chắc của người Áo trên núi Alps. Nguyên nhân chính là do các cứ điểm của quân Áo nằm trên cao nên khi tấn công, quân Ý phải leo lên các ngọn núi. 2 tuần sau, quân đội Ý lại mở 1 cuộc đột kích nữa với nhiều pháo hơn nhưng lại bị đánh lui lần nữa. 1 cuộc tấn công nữa từ 18 tháng 10 đến 4 tháng 11 sử dụng 1.200 trọng pháo nhưng vẫn không có kết quả. Như vậy sau 4 cuộc tấn công đầu tiên ở Isonzo, tổn thất của quân đội Ý là 60.000 người chết và 150.000 người bị thương nhưng vẫn chưa thu được thành công nào đáng kể. Cuối năm 1915, mặt trận Ý dần chuyển sang chiến tranh chiến hào.

### Cuộc phản công của quân Áo ở Asiago
Sau những cuộc tổng tấn công thất bại của Ý, người Áo lên kế hoạch cho 1 cuộc phản công tại Trentino và nhắm vào vùng đất băng ngang Altopiano di Asiago. Cuộc phản công của quân Áo bắt đầu vào ngày 11 tháng 3 1916 với 15 sư đoàn đã phá vỡ các phòng tuyến của Ý. Mặc dù đã được cảnh báo trước về cuộc phản công nhưng quân đội Ý đã không có sự chuẩn bị vững chắc cho phòng thủ. Các vị trí của quân đội Ý lần lượt sụp đổ do thiếu phòng thủ, phải rút lui trên 1 chiến tuyến 60 cây số và ngay sau đó họ đã phải điều viện binh từ các mặt trận khác về. Thất bại này của người Ý cũng đã dẫn đến cuộc tổng tấn công của tướng Brusilov ở mặt trận phía Đông để cứu nguy cho Ý.

### Cuối năm 1916
Vào cuối năm 1916, lợi dụng thảm bại của quân đội Áo-Hung trong cuộc tổng tấn công của tướng Brusilov, quân đội Ý mở thêm 4 trận đánh nữa bên bờ sông Isonzo. Trong trận Isonzo lần thứ sáu vào tháng 8, Ý chiếm được Gorizia, 1 thắng lợi nâng cao tinh thần cho người Ý trong cuộc chiến. Còn trong các trận Isonzo lần thứ bảy đến lần thứ chín (từ 14 tháng 9 đến 4 tháng 11) cả hai bên đều rơi vào tình trạng bế tắc và năm 1916 kết thúc với sự kiệt quệ của cả Ý và Áo-Hung tại mặt trận này.

### Đế quốc Đức tham gia mặt trận năm 1917

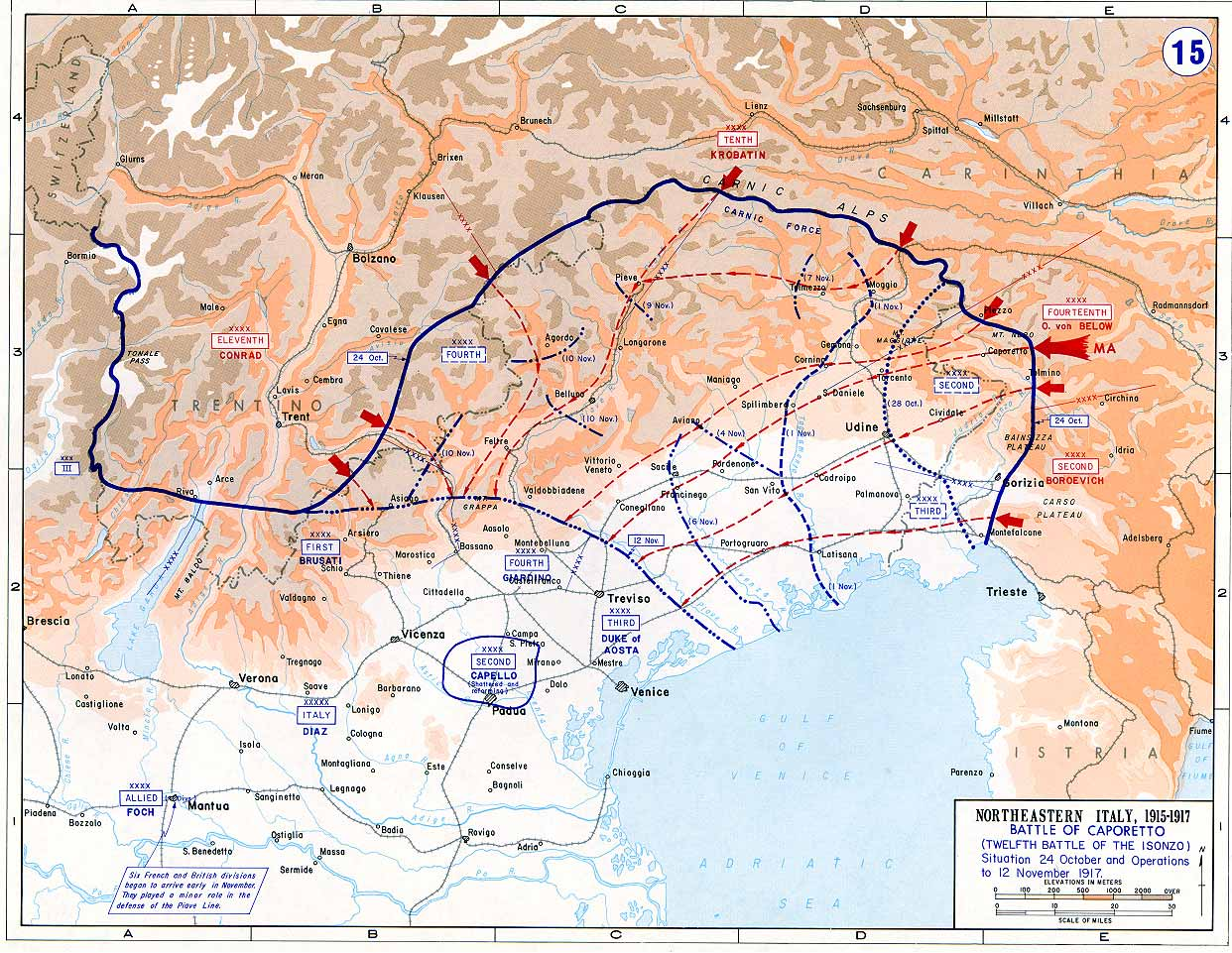
Trận Caporetto và quân đội Ý rút lui về sông Piave

Sau khi chỉ giành được 1 lợi thế rất nhỏ trong trận Isonzo lần thứ mười, quân đội Ý mở 1 cuộc tấn công vào phòng tuyến quân Áo từ 2 hướng bắc và đông của Gorizia. Quân Áo dễ dàng ngăn chặn cuộc tiến quân ở phía đông nhưng ở phía bắc, quân đội Ý do Luigi Capello chỉ huy đã phá vỡ thành công phòng tuyến quân Áo và chiếm cao nguyên Bainsizza. Với thắng lợi này, quân đội Ý tiến gần đến chiến thắng nhưng không thể duy trì lợi thế này lâu vì quân dụng tiếp tế không được đưa đến chiến trường đầy đủ và kịp thời nên cuối cùng quân đội Ý phải rút lui. Ước tính thương vong của quân đội Ý sau trận này là khoảng 150.000 người.
Sau trận Isonzo lần thứ mười một, quân Áo nhận được tiếp viện từ quân Đức sau khi cuộc tổng tấn công của Kerensky do chính phủ lâm thời Nga tiến hành ở mặt trận phía Đông vào tháng 7 1917 thất bại. Người Đức ngay lập tức ra sức củng cố các phòng tuyến quân Áo và chuẩn bị cho 1 cuộc phản công. Trong lúc đó, tinh thần của quân đội Italy ngày càng giảm sút do điều kiện sống tồi tệ, nguồn tiếp tế chậm trễ, chăm sóc y tế lạc hậu. Ngày 24 tháng 10 1917, liên quân Đức-Áo tổ chức 1 cuộc tấn công vào các phòng tuyến của Ý, mở đầu trận Caporetto. Cuộc tấn công nhanh chóng thu được thắng lợi với hoả lực mạnh của pháo binh và chiến thuật tấn công mới của người Đức. Chỉ trong ngày đầu tiên, các phòng tuyến của Ý vỡ vụn và quân đội Italy phải rút lui 12 dặm. Thương vong của quân đội Ý trong trận Caporetto là khủng khiếp: 11.000 người chết, 20.000 người bị thương và 275.000 người bị bắt làm tù binh, 2500 trọng pháo bị người Áo chiếm. Trong khi đó thương vong của liên quân Đức-Áo là 20.000 người. Trận đánh này cũng ghi dấu ấn của 1 sĩ quan Đức trẻ, Erwin Rommel, người sau này mà tài năng sẽ được thể hiện một cách đầy đủ ở Chiến tranh thế giới thứ hai.
Liên quân Đức-Áo nhanh chóng tiến vào lãnh thổ Ý hơn 100 km và mục tiêu là Venice nhưng cuối cùng đã không vượt qua được sông Piave trong trận sông Piave vào tháng 6 1918.

### Chiến tranh kết thúc

#### Trận sông Piave
Quân Áo ngày càng tiến sâu vào lãnh thổ Ý thì lại càng xa nguồn tiếp tế. Do đó quân Áo cuối cùng đã phải dừng cuộc tiến công trong khi quân Ý lập 1 tuyến phòng thủ gần Venice tại sông Piave. Sau khi trận Caporetto kết thúc, Luigi Cardona đã bị cách chức và thay thế bằng Armando Diaz. Tháng 11 1917, liên quân Anh-Pháp-Mỹ được đưa đến giúp đỡ Ý trong khi đó đế quốc Đức vì phải chuẩn bị cho cuộc tổng tấn công Mùa xuân 1918 nên phải rút hết quân ở mặt trận Ý. Tình thế ở mặt trận Ý ngày càng diễn biến bất lợi cho người Áo. Tuy nhiên người Áo vẫn vạch 1 kế hoạch cho tổng tấn công cuối cùng để loại Ý ra khỏi vòng chiến. Và địa điểm được chọn là sông Piave.

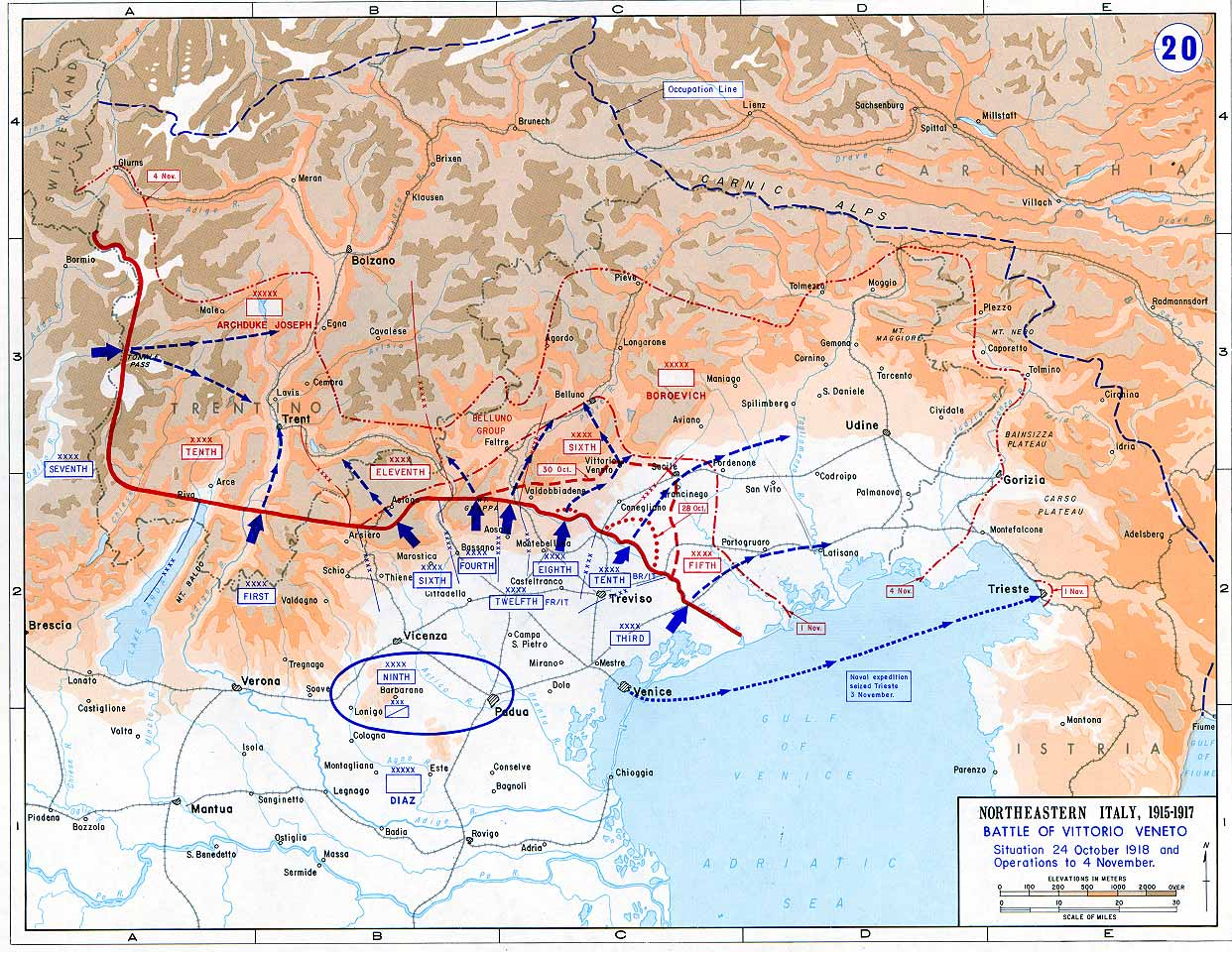
Mặt trận Ý 1918 và trận Vittorio Veneto

Trận sông Piave bắt đầu với 1 cuộc tấn công đánh lạc hướng tại Tonale và dễ dàng bị quân Ý đẩy lùi. Trong khi đó, một số quân Áo đào ngũ đã tiết lộ kế hoạch cho cuộc tấn công tiếp theo đến Ý do đó 2 tập đoàn quân đã được điều đến chặn đường tiến quân của người Áo. Con đường tiến quân còn lại do tướng Svetozar Boroević von Bojna bước đầu giành được thành công cho đến khi bị các máy bay ném bom oanh tạc đường tiếp tế và quân đội Ý đến tiếp viện kịp thời. Thất bại của quân đội Áo-Hung trong trận này khiến họ không còn thể gượng dậy được nữa và Đế quốc Áo-Hung cũng đứng trước nguy cơ tan rã. Đây được xem là chiến thắng có ý nghĩa then chốt của quân đội Italy, đưa họ đến gần hơn với chiến thắng cuối cùng.

#### Trận Vittorio Veneto - trận đánh cuối cùng ở mặt trận Italy
Lợi dụng thảm bại của đế quốc Đức trong cuộc tổng tấn công Mùa xuân 1918, quân đội Ý chỉ còn chờ viện binh từ mặt trận phía Tây đến sẽ mở cuộc tổng tấn công cuối cùng. Tháng 10 1918, quân đội Ý sau khi đã chuẩn bị đầy đủ đã mở cuộc tấn công tại Vittorio Veneto. Trong khi đó tại đế quốc Áo-Hung làn sóng đòi độc lập của các dân tộc ngày càng dâng cao cũng ảnh hưởng đến tinh thần quân đội Áo-Hung. Ngày 30 tháng 10, quân đội Áo-Hung đứng trước nguy cơ bị tiêu diệt hoàn toàn tại Vittorio Veneto. Ngày 3 tháng 11, 300.000 quân Áo đầu hàng. Cũng vào ngày này, Áo-Hung đã gửi cờ ngừng chiến đến Ý và đề nghị đi đến ký kết hòa ước kết thúc chiến tranh. Các điều khoản của bản hòa ước đã được gửi đến Paris cho hội đồng các nước phe Hiệp ước và được đồng ý. Bản hòa ước của đế quốc Áo-Hung được ký tại Villa Giusti, gần Padua vào ngày 3 tháng 11 và có hiệu lực từ 3 giờ chiều ngày 4 tháng 11. Thất bại của quân đội Áo-Hung trong trận Vittorio Veneto đã loại đế quốc Áo-Hung ra khỏi cuộc chiến, kết thúc luôn mặt trận Ý và dẫn đến sự tan rã không lâu sau đó của đế quốc Áo-Hung.

## Hậu quả
Kết thúc chiến tranh sau gần 3 năm tham chiến, thương vong của quân đội Ý là 650.000 người chết, 947.000 người bị thương và 600.000 người bị bắt làm tù binh. Ý trở thành nước thắng trận sau Chiến tranh thế giới thứ nhất và là một trong 5 nước chi phối hội nghị Versailles. Còn đế quốc Áo-Hung trở thành nước bại trận và tan rã không lâu sau đó qua hai bản hòa ước Saint-Germain ký với Áo và hòa ước Trianon ký với Hungary.
Tuy là nước thắng trận và được nhiều vùng lãnh thổ từ hệ thống hòa ước Versailles nhưng mục tiêu bành trướng của Ý ở Nam Âu và Địa Trung Hải đã vấp phải sự chống đối của Anh, Pháp, Mỹ do đó vùng lãnh thổ mà Ý nhận được sau chiến tranh thu hẹp lại rất nhiều so với những gì mà các nước phe Hiệp ước hứa chia cho Ý tại London khiến nước này bất mãn. Điều này là một trong những nguyên nhân dẫn đến việc Ý tham gia Chiến tranh thế giới thứ hai sau này theo phe trục phát xít để phân chia lại thế giới.